# نازك سابا يارد
نازك سابا يارِد (ولدت في القدس سنة 1928) هي روائية وأكاديمية فلسطينية لبنانية، لها العديد من المؤلفات في مجال النقد الأدبي، إلى جانب بعض الروايات وأدب الطفل.

## حياتها
ولدت نازك سابا في القدس سنة 1928، لأب فلسطيني يعمل محاسبًا هو إسكندر سابا وأم لبنانية هي حلا معلوف. ألحقها أبوها بالمدرسة الألمانية، رافضًا إلحاقها بمدارس الانتداب البريطاني، غير أن الإنجليز أغلقوا المدرسة الألمانية إثر اندلاع الحرب العالمية الثانية، فقضت نازك سنة في المنزل تتلقى دروسًا في اللغة الإنجليزية ليتسنى لها الانتساب إلى القسم الإنجليزي بمدرسة راهبات مار يوسف الظهور.
بعد حصول نازك على الثانوية، تعذر على والدها ـ الذي كان قد تقاعد ـ إلحاقها بالجامعة الأمريكية في بيروت، غير أنها نالت منحة من جامعة فؤاد الأول (القاهرة حاليًا) سنة 1945.
أثناء دراسة نازك بالقاهرة، قامت حرب فلسطين، واعتُقل أبوها وعائلتها، ولم يلبث الأب أن توفي بعد أشهر من الإفراج عنه، ودُفن في مكان مجهول، وانتقلت بقية العائلة إلى لبنان.
في غضون ذلك حصلت نازك على درجة الليسانس في الفلسفة من جامعة فؤاد الأول، وعملت بالتدريس في مدرسة مصرية، قبل أن تتمكن من دخول لبنان في أواخر سنة 1949، حيث تزوجت من إبراهيم يارد، زميلها السابق بجامعة فؤاد الأول.
نالت نازك سابا يارد درجة الماجستير من الجامعة الأمريكية في بيروت، ثم نالت درجة الدكتوراه من نفس الجامعة، وكان عنوان أطروحتها التي ناقشتها سنة 1976 «الرحالون العرب وحضارة الغرب في النهضة العربية الحديثة». وقد اعتُمدت هذه الأطروحة مرجعًا في جامعة السوربون في فرنسا.
عملت بالتدريس في الكلية الإنجيلية الفرنسية في بيروت، ثم في الجامعة اللبنانية الأمريكية. قُررت بعض كتاباتها على تلاميذ المدارس اللبنانية في كتب القراءة العربية. هي عضو في تجمع الباحثات اللبنانيات منذ أواسط التسعينيات.

## حياتها الخاصة
تزوجت نازك سابا من إبراهيم يارد، الذي تعرفت إليه أثناء دراستهما بالقاهرة، وأنجبت ثلاثة أبناء.

## مؤلفات
- نقطة الدائرة (رواية، 1983): وهي روايتها الأولى.[2]
- تقاسيم على وتر ضائع (رواية، 1992).[4]
- في فلك أبي نواس (1997)[3]
- أيام بيروت (رواية للناشئين، 2001)[3]
- الرحالون العرب و حضارة الغرب في النهضة العربية الحديثة (2002).[5]
- سامر (رواية للناشئين، الشركة العالمية للكتاب، 2009).[6]
- أوهام (رواية، دار الساقي، 2012)[7]
- اللعنة (رواية، الدار العربية للعلوم- ناشرون، 2014)[3][8]
- كان الأمس غداً (رواية 1989)
- فقدان (رواية 2017 عن دار هاشيت أنطوان-نوفل)

## الجوائز
- وسام السعفات الأكاديمية من رتبة فارس (1979)
- جائزة الأمير كلاوس (1998)
- جائزة الهيئة التعليمية لكتب الاولاد (1997)
- جائزة جمعية المكتبات اللبنانية (1999)